# Boks na Letnich Igrzyskach Olimpijskich 1904 – waga średnia mężczyzn
Turniej mężczyzn w wadze średniej był jedną z konkurencji bokserskich na Letnich Igrzyskach Olimpijskich 1904. Zawody odbyły się 22 września. W zawodach uczestniczyło tylko dwóch zawodników ze Stanów Zjednoczonych.

## Wyniki
|  |                   |                   |          |
|  | Finał             |                   |          |
|  |                   |                   |          |
|  |                   |                   |          |
|  |                   |                   |          |
|  | Charles Mayer     | Charles Mayer     | TKO      |
|  | Charles Mayer     | Charles Mayer     | TKO      |
|  | Benjamin Spradley | Benjamin Spradley | 3. runda |
|  | Benjamin Spradley | Benjamin Spradley | 3. runda |
|  |                   |                   |          |